# マラト・ビゼンガリエフ
- マラト・ビセンガリエフ

マラト・シスメトヴィチ・ビゼンガリエフ（カザフ語: Марат Сәметұлы Бисенғалиев, ラテン文字転写例: Marat Sismetovich Bisengaliev, 1962年3月15日  - ）は、カザフスタンのヴァイオリニスト、指揮者。

## 経歴
アルマトイの生まれ。1969年にバイセイトヴァ音楽高等学校に進学してニーナ・パトルシェヴァなどの薫陶（）を受ける。1979年にカザフ国立音楽院に進学して引き続きパトルシェヴァに学び、1981年から1984年までモスクワ音楽院に在籍してボリス・ベレンキーの下で研鑽を積んだ。1986年から1988年までモスクワ音楽院の大学院でヴァレリー・クリモフに師事。1988年にライプツィヒで開かれたバッハ国際音楽コンクールのヴァイオリン部門に出場し、5位入賞を果たした。1989年には自ら室内管弦楽団を結成し、独奏者として出演する形でヨーロッパへ演奏旅行を行った。1991年にはサン・セバスティアンで開かれたニカノール・サバレタ国際弦楽器コンクールのヴァイオリン部門で優勝。2003年に西カザフスタン・フィルハーモニー管弦楽団の創設に参加している。2006年からムンバイのインド交響楽団の音楽監督を務める。